# Erich Borchmeyer
Erich Borchmeyer (Alemania, 23 de enero de 1905-17 de agosto de 2000) fue un atleta alemán, especialista en la prueba de 4 x 100 m en la que llegó a ser subcampeón olímpico en 1932.

## Carrera deportiva
En los JJ. OO. de Los Ángeles 1932 ganó la medalla de plata en los relevos 4 x 100 metros, siendo superados por Estados Unidos, y por delante de Italia (bronce).
En los JJ. OO. de Berlín 1936 ganó la medalla de  en los relevos 4 x 100 metros, con un tiempo de 41.2 segundos, llegando a meta tras Estados Unidos (oro con 39.8 segundos) e Italia (plata), siendo sus compañeros de equipo: Wilhelm Leichum, Erwin Gillmeister y Gerd Hornberger.